# Charleston (Tennessee)
Charleston es una ciudad ubicada en el condado de Bradley en el estado estadounidense de Tennessee. En el Censo de 2010 tenía una población de 651 habitantes y una densidad poblacional de 238,25 personas por km².

## Geografía
Charleston se encuentra ubicada en las coordenadas 35°17′9″N 84°45′39″O / 35.28583, -84.76083. Según la Oficina del Censo de los Estados Unidos, Charleston tiene una superficie total de 2.73 km², de la cual 2.65 km² corresponden a tierra firme y (3.13%) 0.09 km² es agua.

## Demografía
Según el censo de 2010, había 651 personas residiendo en Charleston. La densidad de población era de 238,25 hab./km². De los 651 habitantes, Charleston estaba compuesto por el 77.27% blancos, el 19.82% eran afroamericanos, el 0.15% eran amerindios, el 0.31% eran asiáticos, el 0% eran isleños del Pacífico, el 1.69% eran de otras razas y el 0.77% pertenecían a dos o más razas. Del total de la población el 4.15% eran hispanos o latinos de cualquier raza.